# Gabriel Christie
Gabriel Christie (16 de septiembre de 1722; 26 de enero de 1799) fue un general del ejército británico nacido en Escocia y asentado en Montreal después de la guerra franco-india. Fue uno de los más importantes terratenientes de la Provincia de Quebec.
Christie nació en Stirling, Escocia y llegó a Norteamérica por primera vez con el 44.º Regimiento de infantería antes del estallido de la guerra de los siete años. Con el rango de comandante luchó junto a James Wolfe en el sitio de Quebec.
Christie no participó en la guerra de independencia de los Estados Unidos ya que estaba destinado en Barbados y Antigua durante aquella época, pero sin duda, la guerra lo afectó. Se casó con Sarah Stevenson en Albany (Nueva York) cuando fue trasladado a esta zona y finalmente se estableció con su familia en Montreal. Fue uno de los más importantes terratenientes y colonos de Canadá con propiedades a lo largo del río Richelieu las cuales estaban devastadas al término de la invasión estadounidense de Canadá en 1775. Compartió parte de sus tierras cerca de Saint-Jean-sur-Richelieu con Moses Hazen, quien luchó con los americanos. Los dos pleitearon ante la justicia durante largos años a causa de sus fallidos acuerdos comerciales.
Christie fue ascendido a general de brigada en 1781, teniente general en 1793 y general de ejército en 1798. Murió en Montreal.